# 八尋光秀
八尋 光秀（やひろ みつひで、1954年12月22日 - ）は、日本の弁護士（登録番号：18973）。

## 経歴
1973年、福岡県立福岡高等学校、1977年、西南学院大学卒業。1984年に福岡市早良区において西新共同法律事務所を開設。弁護士として患者の権利宣言運動に参加し、患者の権利法制定を提唱した。医療過誤訴訟、国賠訴訟、刑事冤罪弁護、精神科医療にかかわる患者隔離等、人命、人権、人生被害をもたらす諸問題に取り組んできた。1998年よりらい予防法違憲国家賠償訴訟いわゆるハンセン病訴訟の弁護団代表となる。2001年熊本地裁での勝訴確定後も、ハンセン病問題の全面解決に向け、国との協議にあたる。2003年より薬害肝炎九州訴訟の弁護団代表となる。2008年薬害肝炎問題の全面解決を求めていわゆる薬害肝炎救済法を議員立法によって制定させるとともに、国との間で和解解決のための基本合意書を締結し、この問題の全面解決を図る。

## 業績
主として医療過誤及び交通事故等事件の患者・被害者代理人として業務を行う。
係わった著名事件は以下のとおり。

### 民事集団訴訟
- 三井有明鉱火災訴訟
- 薬害エイズ訴訟
- らい予防法違憲国家賠償訴訟
- 薬害肝炎訴訟

### 刑事冤罪関連訴訟
- 冤罪高隈事件（鹿児島夫婦殺し事件）
- 冤罪再審大崎事件
- 冤罪再審福岡事件

### 行政処分取消等訴訟
- 未決拘禁者に対する懲罰および図書閲覧禁止等処分取消、同処分違法確認訴訟
- 再入国不許可処分取消及び協定永住資格確認訴訟

### 犯罪被害者代理人
- 佐世保市立大久保小学校事件

## 専門分野
医療過誤、交通事故、刑事冤罪、精神科医療など。

## 所属弁護士会及び学会
福岡県弁護士会、国際人権法学会、医事法学会、法と精神医療学会など。